# Provincia di Cartago

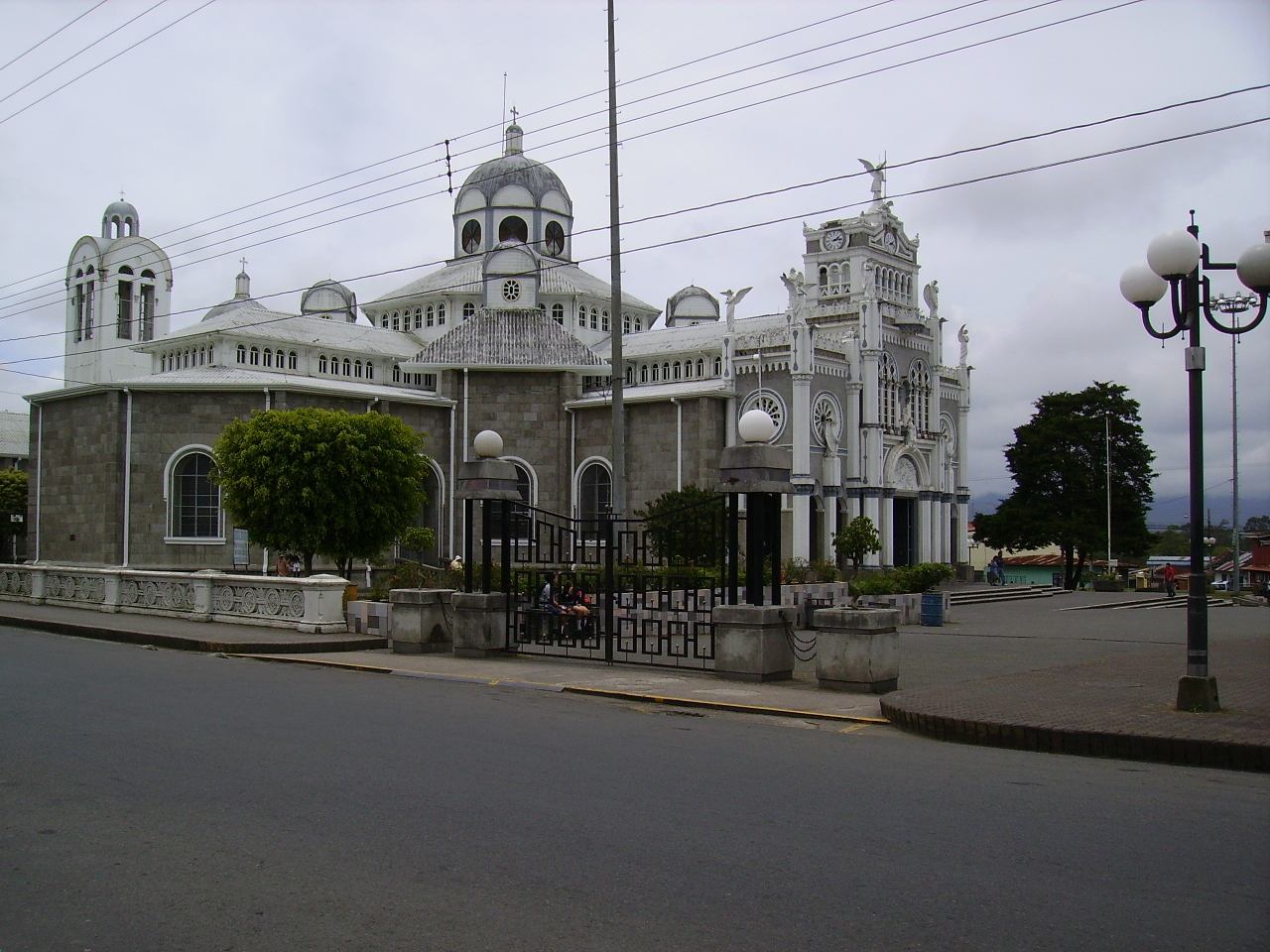
La basilica della Regina degli Angeli di Cartago

La provincia di Cartago è una delle 7 province della Costa Rica. Ubicata al centro del paese, confina a nord e ad est con la provincia di Limón, ad ovest e a sud con la provincia di San José.

## Geografia
Cartago è una delle province più piccole del paese, ma allo stesso tempo vanta una ricca tradizione di storia coloniale, poiché il capoluogo Cartago fu capitale della Costa Rica fino al 1823. È situata in una delle aree più fresche del paese e gode di un clima tropicale umido, con temperature medie che oscillano tra i 12 e i 20 °C. La provincia è attraversata da due catene montuose, la Cordigliera Vulcanica Centrale, dove si trovano i vulcani Irazú (il più alto del paese) e Turrialba, e la Cordigliera di Talamanca, con la vetta più alta della Costa Rica, il Cerro Chirripó.

## Storia
In epoca precolombiana nella provincia vivevano gli indigeni huetares.
Non si conosce la data esatta della sua fondazione; ma nel 1563 Juan Vásquez de Coronado fondò la città di Cartago e nel 1574 fu costruita la prima chiesa di Ujarrás. Per via dei terremoti causati dal vicino vulcano Irazú, la chiesa fu completamente distrutta più volte e precisamente nel 1656, 1718, 1756, 1822, 1841, e nel 1910 proprio mentre erano in corso le opere di ricostruzione. Dopo sei tentativi si decise di non ricostruire la chiesa, a testimonianza di ciò sono presenti le rovine della parrocchia di Ujarras.
Con i terremoti del 1841 e del 1910 l'intera città di Cartago fu semidistrutta e non rimase in piedi alcun edificio costruito in muratura. A nord della città di Turrialba si trova uno dei principali siti archeologici precolombiani del paese.

## Geografia antropica

### Suddivisioni amministrative

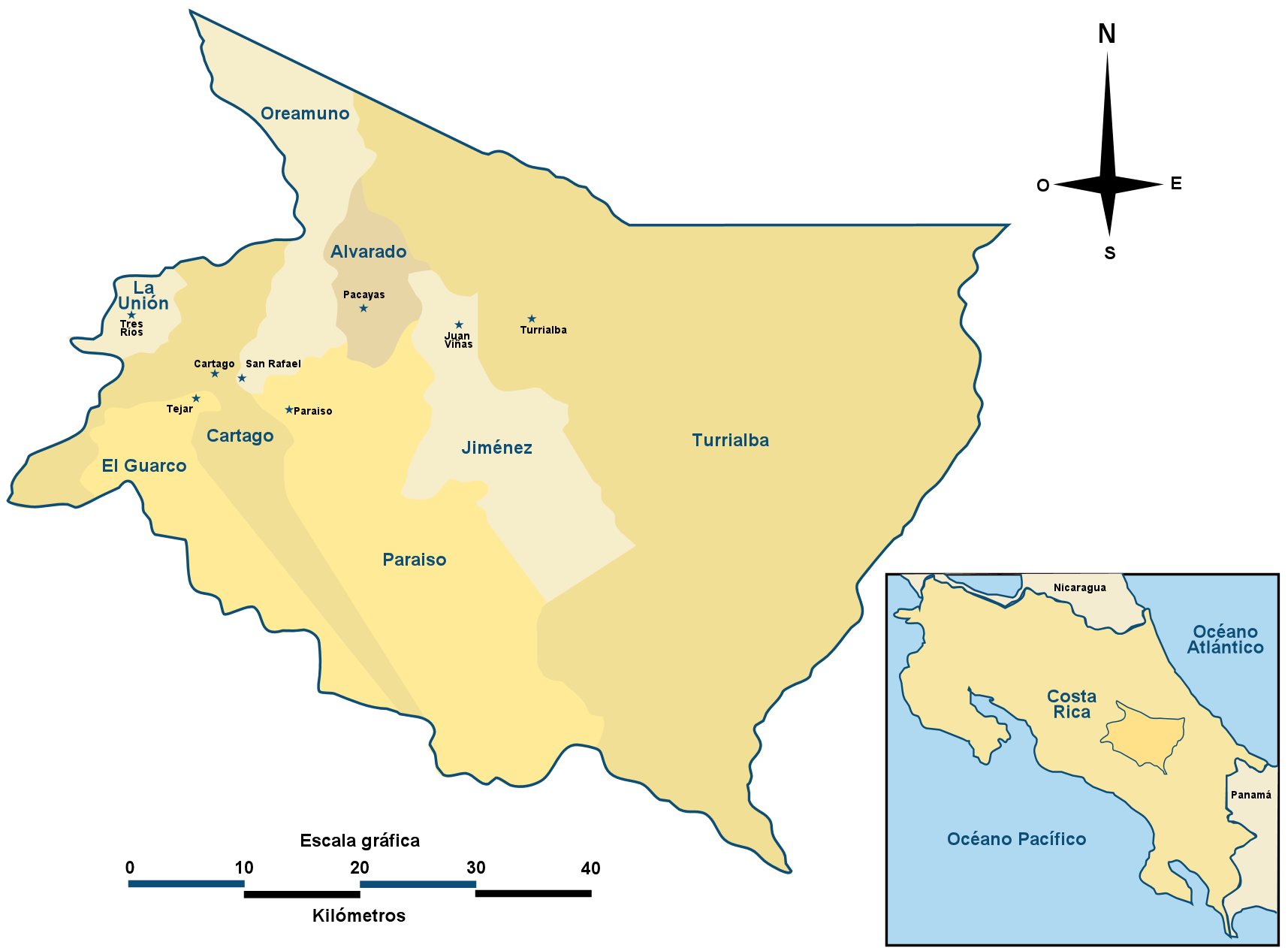
I cantoni della provincia di Cartago

La provincia di Cartago è divisa in 8 cantoni:
- Alvarado
- Cartago
- El Guarco
- Jiménez
- La Unión
- Oreamuno
- Paraíso
- Turrialba